# Pedah
Agriculteurs et pêcheurs, les Pedah sont originaires du plateau de Tado au Togo. Ils s’installent sur la partie méridionale du plateau d'Allada et sur les rives du sud du lac Ahémé et fondent plusieurs villages comme Adjatokpa, Tokpa-Domè... Dynamiques et organisés, ils provoquèrent la convoitise du royaume d'Abomey sous le roi Agadja qui les annexe en 1727. Aussi sous Behanzin qui les dépossède de leurs terres. On les retrouve dans plusieurs régions du Bénin :  Ouèdèmè-Pédah, Gbéhoué, Grand-popo, Comè, Avlékété, Xha, Xwlacodji... connus pour leur maîtrise de la pêche,,,.

## Histoire
Les Pedah forment un peuple du sud-ouest, Bénin et  vivent aussi au Togo voisin. Ils sont dans la  Région de  Grand-Popo près des cours d'eau pour la pêche avec ses voisins Kotafon. Les Kotafon de Djanglanmey étaient déjà sur leur terre à Grand-Popo avant les Pedah qui quittèrent Tado (Togo) aux environs du XVIe siècle pour s'installer définitivement à Grand-Popo à cause des guerres de succession et la recherche des activités comme la pêche et l'agriculture. Les Pedah vivent encore sur la côte du sud-ouest du Bénin depuis  Xela-Condji  jusqu'à Ouidah leur ancienne QG autrefois appelé Saxé. La communauté Pedah adorait le vaudou comme ses ancêtres jusqu'à l'introduction du christianisme qui gagne aujourd'hui plus de terrain. Culturellement les Xwla et les Xweda  de Grand-Popo célèbrent  la fête traditionnelle nommée Novitcha qui regroupe les fils et filles de ces peuples qui forment en réalité un seul peuple.